# Ventė
Ventė (německy Windenburg - Větrný hrad) je vesnice na poloostrově Ventė na pobřeží Kurského zálivu, která se nachází přibližně jiho-jihozápadně od městečka Kintai v okrese (savivaldybė) Šilutė, v Klaipėdském kraji, v Litvě. Místo je turisticky známé blízkým mysem Ventės Ragas (česky Konec světa) s majákem, ornitologickou stanicí a muzeem, přírodním parkem delty řeky Nemunas (Němen) a zachovalými historickými domy.

## Historie
V 60. letech 14. století zde byl hrad a kostel, které již neexistují. Kostel byl obnoven v roce 1702 a později zničen bouřemi a jeho zbytky byly využity při stavbě kostela v Kintai. V roce 1837 byl postaven dřevěný maják, který byl nahrazen v roce 1837 současným cihlovým majákem. Ve vesnici se nachází starý německý hřbitov.

## Další informace
V severní části vesnice (Ventainė) je kemp (Kempingas Ventainė) a přístav, který nabízí plavby do Nidy na Kurskou kosu.
Ve Ventė se nachází malá rozhledna Bokštelis su vaizdu į Kuršių marias.
Ve Ventė se nachází také turistické informační centrum.

## Galerie

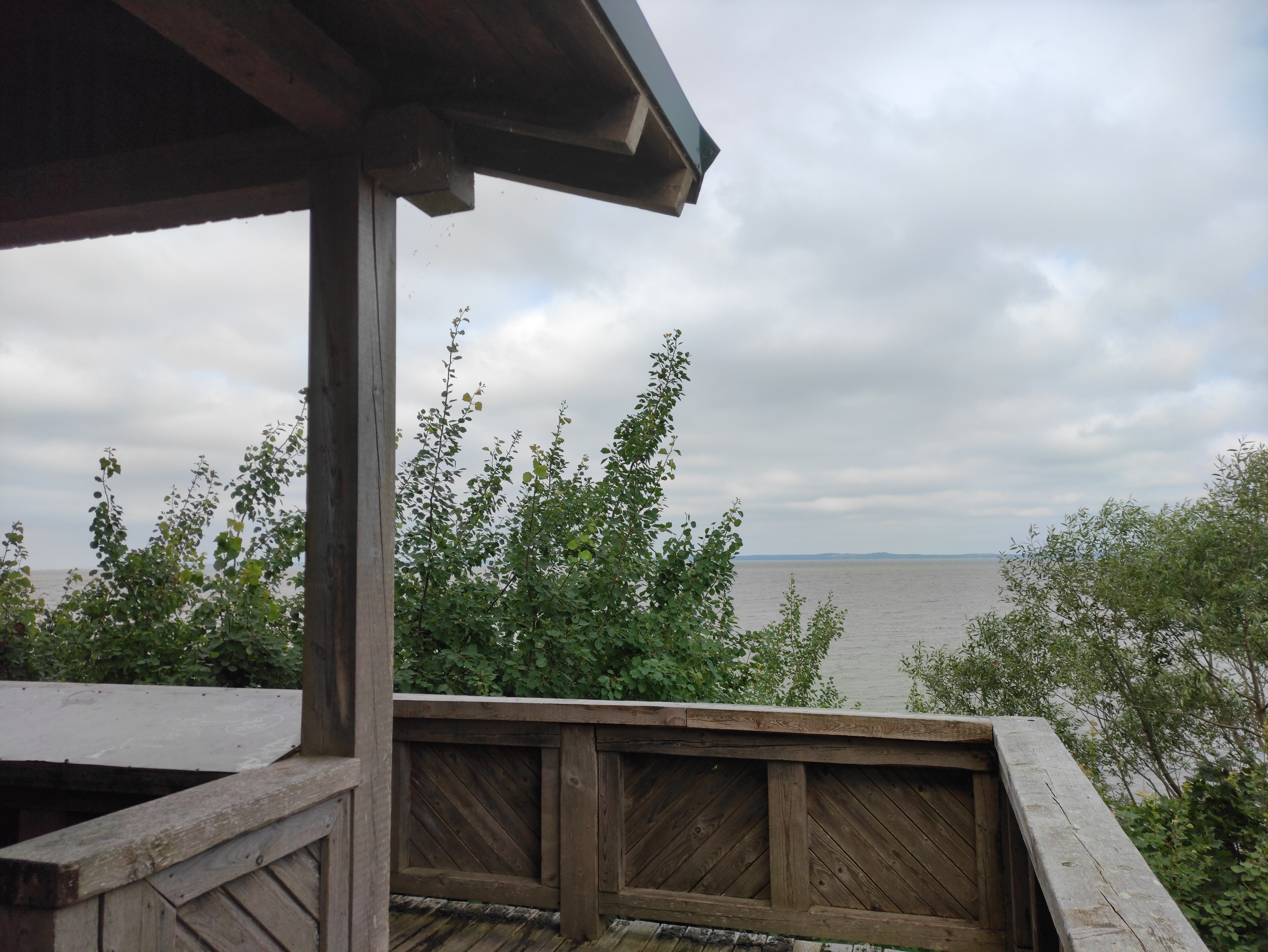
Bokštelis su vaizdu į Kuršių marias